# استاد البيضاء
استاد البيضاء بمدينة البيضاء، طوله 190 مترا وعرضه 90 مترا، 
تاريخ بناءه يرجع للستينات وتم بناءه عن طريق شركة أجنبية كورية الأصل، تتسع مدرجاته لحوالي 10،000 آلاف مشجع.

## خصائص
مدرجات الملعب مكشوفة تحده من جانب واحد ولاتوجد بها مظلة لتقي الجمهور من أشعة الشمس القارصة صيفاً والأمطار والتلوج التي يتميز بها إقليم الجبل الأخضر شتاءً.

## تاريخ الملعب
هذا الملعب يملك تاريخا كبيرا وقد استضاف العديد من المباريات الكبيرة في ليبيا، وفي تاريخ الملعب لم يقم أي حكم أجنبي بإدارة مباراة على أرضيته سوى في موسم 2006-2007 حينما التقى فريقا الأخضر والنصر بإدارة طاقم تحكيم تونسي في نصف نهائي كأس ليبيا وانتهى اللقاء متعادلا وتأهل الأخضر للنهائي الذي لعبه مع الاتحاد في طرابلس.
ملعب الوثيقة الخضراء وأول مباراة دولية لعبت على ملعب الوثيقة الخضراء كانت ضمن بطولة المغرب العربي الدولية للمنتجين وجمعت بين منتخبي ليبيا والمغرب.